# Christophe Prémont
Christophe Prémont (Ukkel, 22 november 1989) is een Belgisch voormalig wielrenner die in 2017 zijn carrière afsloot bij Veranda's Willems-Crelan.

## Carrière
In 2010 werd Prémont tweede op het Waals kampioenschap voor eliterenners. In datzelfde jaar won hij ook een etappe in de Ronde van Burkina Faso. In 2012 won hij, in dienst van Wallonie Bruxelles-Crédit Agricole, de Grote Prijs 1 Mei.

## Overwinningen
2010
7e etappe Ronde van Burkina Faso
2012
Grote Prijs 1 Mei
2015
1e etappe Paris-Arras Tour (ploegentijdrit)
1e etappe Ronde van Midden-Nederland (ploegentijdrit)
1e etappe Ronde van Friuli-Venezia Giulia

## Resultaten in voornaamste wedstrijden
|      | \| Jaar \| Gent-Wevelgem \| Ronde van Vlaanderen \| Amstel Gold Race \| Luik-Bast.‑Luik \| \| ---- \| ------------- \| -------------------- \| ---------------- \| --------------- \| \| 2013 \| opgave \| opgave \| opgave \| opgave \| \| 2017 \| opgave \| \| \| \| |                      |                  |                 |
| Jaar | Gent-Wevelgem | Ronde van Vlaanderen | Amstel Gold Race | Luik-Bast.‑Luik |
| 2013 | opgave | opgave               | opgave           | opgave          |
| 2017 | opgave |                      |                  |                 |

## Ploegen
- 2009 –  Lotto-Bodysol (stagiair vanaf 11-9)
- 2010 –  Lotto-Bodysol
- 2011 –  Wallonie Bruxelles-Crédit Agricole
- 2012 –  Wallonie Bruxelles-Crédit Agricole
- 2013 –  Crelan-Euphony
- 2014 –  Wallonie-Bruxelles
- 2015 –  Veranda's Willems Cycling Team
- 2016 –  Veranda's Willems Cycling Team
- 2017 –  Veranda's Willems-Crelan

Burton · Cammaerts · Carton · Collet · Devaux · Fondard · Gerard · Honorez · Piva · F.Polazzi · Roossens · Rouet · Timmermans · Van Schelven · Wills · Dron (stagiair) · Prémont (stagiair)
Bertholet · Burton · Cammaerts · Chevalier · Collet · De Witte · Devillers · Dron · Fondard · Honorez · Naert · Prémont · Roossens · Rouet · Thome · Van Schelven · Demoitié (stagiair) · Donnay (stagiair)
Bertrand · Bille · Chevalier · De Witte · Devillers · Dufrasne · Giaux · Legrand · Mottet · Pardini · Polazzi · Prémont · Rouet · Stenuit · Van Hoecke · Vangenechten
Bertholet · Chevalier · De Witte · Dernies · Dron · Dufrasne · Evrard · Legrand · Patron · Polazzi · Prémont · Stenuit · Thomé · Van Hoecke
Amorison · Baestaens · Barbé · Breyne · Bueken · Claeys · Delfosse · Devillers · Honig · Hovelijnck · Juodvalkis · Nys · K. Peeters · Planckaert · Prémont · Stallaert · Steels · Sys · Vanherck · Vanthourenhout · Vantomme · Claes (stagiair) · David (stagiair) · Verwaest (stagiair)
Amorison · Anciaux · Bertholet · Chevalier · Delfosse · Demoitié · Dernies · Dron · Dufrasne · Evrard · Mottet · Pestiaux · Prémont · Stassen · Stenuit
Bille · Cordeel · De Bondt · Devolder · Dupont · Duijn · Godrie · Goolaerts · Jaspers · Kruopis · Merlier · Prémont · van Aert · Van Breussegem · Van Zummeren · Vergaerde · Livyns (stagiair) · Teugels (stagiair)